# Eres mi tesoro
Eres mi tesoro est une telenovela chilienne diffusé depuis le 29 juillet 2015 sur Mega.

## Acteurs et personnages
- María José Bello : Julieta Lizama
- Álvaro Morales : Álvaro Cummings
- Felipe Contreras : Juan Julio Riquelme
- Viviana Rodríguez : Carolina Ruiz
- César Caillet : Rodrigo Pezoa
- Celine Reymond : Bernardita Cummings
- Loreto Valenzuela : Gabriela Aldunate
- Edgardo Bruna : Ángel Riquelme
- Teresita Reyes : Delia Contreras
- Pedro Vicuña : Jorge "El Tigre" Pizarr
- Dayana Amigo : Susana "Susy" Pizarro
- Ricardo Vergara : Benjamín Cummings Ruiz
- Constanza Araya : Marión Lizama
- Isidora Guzmán : Alma Lizama
- Etienne Bobenrieth : Ricardo "Richi" Pizarro
- Félix Villar : El flash

### Participations spéciales
- Camilo Muñoz : Benjamín Cummings Ruiz (enfant)

## Diffusion internationale
- Mega

### Sources
- (es) Cet article est partiellement ou en totalité issu de l’article de Wikipédia en espagnol intitulé « Eres mi tesoro » (voir la liste des auteurs).